# فوميو إيتو
فوميو إيتو (باليابانية: 伊藤史朗؛ بالكانا: いとう ふみお) مواليد 10 أكتوبر 1939 - الوفاة 10 مارس 1991، كان متسابق دراجات نارية ياباني. نافس في سباقات بطولة العالم لفئة 500 سي سي ولفئة 250 سي سي ولفئة 50 سي سي. كما شارك في كأس جزيرة مان السياحية.

## روابط خارجية
- فوميو إيتو على موقع MotoGP.com (الإنجليزية)